# Dypsis thouarsiana
Dypsis thouarsiana är en enhjärtbladig växtart som beskrevs av Henri Ernest Baillon. Dypsis thouarsiana ingår i släktet Dypsis och familjen Arecaceae. IUCN kategoriserar arten globalt som otillräckligt studerad. Inga underarter finns listade i Catalogue of Life.